# Yukon (fluviu)
Yukon (engleză Yukon River) este un fluviu cu lungimea de 3.185 km, ce trece în cursul său superior prin teritoriul canadian Yukon, de unde și numele omonim, iar în cursul său inferior străbate de la est la vest statul american Alaska, apoi se varsă în Marea Bering.  Yukon își are izvorul în provincia canadiană British Columbia.  În limba indienilor gwich'in, Yukon înseamnă „Fluviul cel Mare”. Împreună cu Nisutlin si Teslin are o lungime de 3185 km iar fără ei 2554 km.

## Sistem fluvial
Fluviul Yukon propriu-zis are lungimea de 3.120 km, care este măsurată de la lacul Tagish până la vărsarea sa în Marea Bering, dar împreună cu afluenții Nisutlin și Teslin are o lungime de  3185 km. Fluviul se situează în America de Nord pe locul cinci, după lungimea cursului său.

## Date geografice

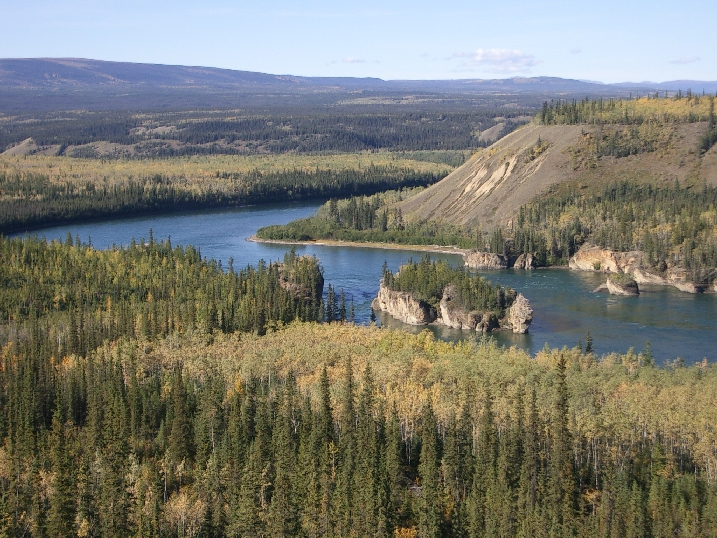
Five Finger Rapids

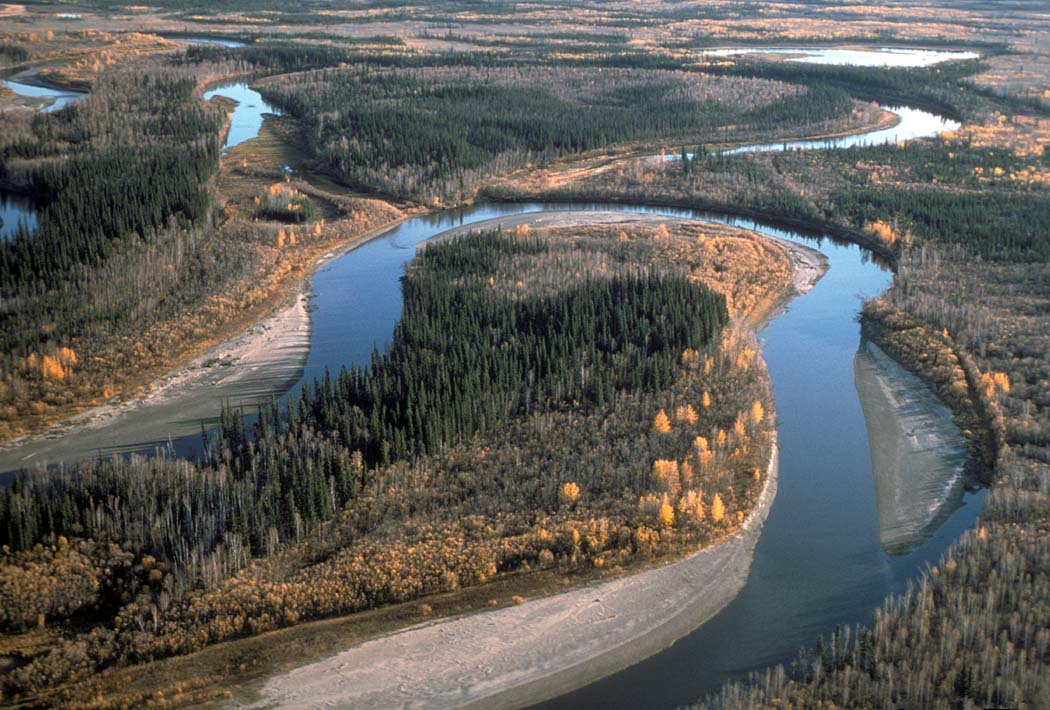
Yukon Flats National Wildlife Refuge

Izvorul fluviului se află în munții Rocky Mountain la cca. 200 km est de coasta Pacificului în apropiere de granița dintre statul British Columbia și teritoriul Yukon. El i-a naștere la sud de lacurile Atlin și Tagish, ca un pârâu rezultat din topirea ghețarului Juneau Icefield. La 30 de km de lacul „Marsh Lake” străbate Yukon defileul „Miles Canyon” și alimentează apoi lacul de acumulare „Shwatka Lake” care se află la sud de Whitehorse, capitala teritoriului canadian Yukon. Lacul Shwatka este pentru lostrițe un loc de depunere a icrelor după ce parcurg de la mare o distanță de ca. 3000 km. Lacul a fost  denumit după ofițerul canadian Frederik Schwatka care a explorat cu barca cursul superior al lui Yukon. Următorii 740 de km parcurși de Yukon între Whitehorse și Dawson City cursul apei atinge viteza de 10 km/s. fiind azi o atracție turistică pentru iubitorii sporturilor nautice. La 20 de km după Whitehorse, Yukon alimentează lacul „Lake Laberge” care are lungimea de 65 km și o lățime de 4 km, aici fiind temute vânturile din direcția nord-sud care produc valuri ce ating 2 m înălțime. Urmează locul de vărsare a lui „Teslin River” care mai este numit și „Thirty Mile River”, regiunea fiind o rezervație naturală denumită „Canadian Heritage River”. Localitatea Carmacks cu 391 de locuitori se află lângă un pod peste Yukon, el fiind denumit după George Carmack un căutător de aur de pe valea Klondike River, urmând avale ca fluviul să primească apele afluenților  Big Salmon River și Little Salmon River. La câțiva kilometri după Carmack se află formațiunea stâncoasă care ar reprezenta cinci degete, Five Finger Rapids loc renumit din timpul căutătorilor de aur și care până în secolul XX a fost o problemă serioasă pentru navigatorii de pe fluviu. La „Fort Selkirk” care a fost restaurat, Yukon primește apele lui Pelly River, aval spre Dawson urmează afluenții „White River” și „Stewart River” iar la  Dawson City se varsă Klondike River, râul căutorilor de aur, care face graniță naturală între Canada și SUA, înainte de a se vărsa în mare, fluviul mai traversează rezervațiile Yukon-Charley Rivers National Preserve, Yukon Flats National Wildlife Refuge, Yukon-Kuskokwim-Delta și Yukon Delta National Wildlife Refuge.